# كريستوف براون
كريستوف براون (بالإنجليزية: Christophe Brown)‏ هو لاعب هوكي الجليد أمريكي وسويسري، ولد في 26 يوليو 1974 في ألباكركي في الولايات المتحدة.

## وصلات خارجية
- كريستوف براون على موقع EliteProspects.com (الإنجليزية)
- كريستوف براون على موقع Eurohockey.com (الإنجليزية)
- كريستوف براون على موقع HockeyDB.com (الإنجليزية)